# ماریا برویان
ماریا گئورگی برویان (ارمنی: Մարիա Գևորգի Բերոյան؛ انگلیسی: M. Beroyan؛ ‏۸ فوریهٔ ۱۸۹۲ – ۲۲ ژوئیهٔ ۱۹۶۰) یک بازیگر اهل ارمنستان بود. وی بین سال‌های ۱۹۳۴ تا ۱۹۳۵ میلادی فعالیت سینمایی می‌کرد.

## زندگی‌نامه
وی در ۸ فوریهٔ ۱۸۹۲ در [[]] به دنیا آمد . وی همچنین برنده جوایزی همچون هنرمند مردمی گرجستان شوروی  شد. وی در ۲۲ ژوئیهٔ ۱۹۶۰ در سن ۶۸ سالگی در تفلیس درگذشت.

## گزیده فیلمشناسی
از فیلم‌ها یا برنامه‌های تلویزیونی که وی در آن نقش داشته‌است می‌توان به پپو (۱۹۳۵)، گیکور (۱۹۳۴) اشاره کرد.